# Biffontaine

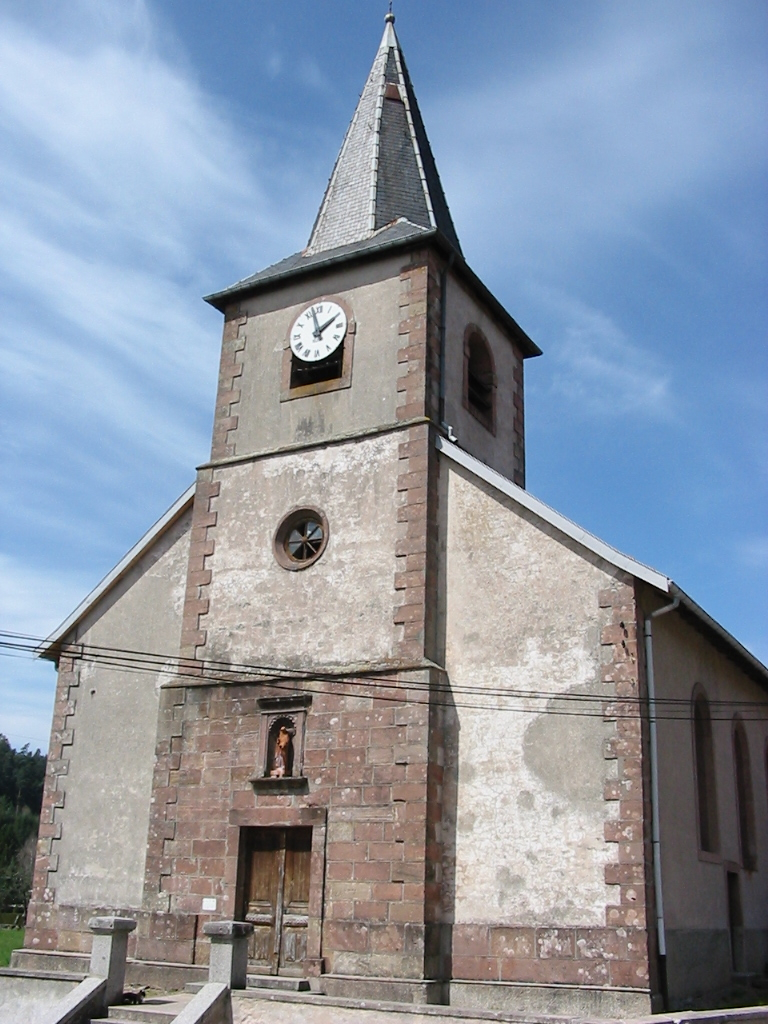
Kościół w Biffontaine

Biffontaine – miejscowość i gmina we Francji, w regionie Grand Est, w departamencie Wogezy.
Według danych na rok 1990 gminę zamieszkiwały 393 osoby, a gęstość zaludnienia wynosiła 44 osób/km² (wśród 2335 gmin Lotaryngii Biffontaine plasuje się na 668. miejscu pod względem liczby ludności, natomiast pod względem powierzchni na miejscu 671.).